# 赛义德·穆罕默德·巴格尔·德尔切伊
赛义德·穆罕默德·巴格尔·德尔切伊（波斯語：‎，1848年—1923年），伊朗什叶派法学家和学者。

## 生平
赛义德·穆罕默德·巴格尔·德尔切伊于1848年出生在伊朗伊斯法罕省伦詹县的德尔切村。他的家族可以追溯到伊玛目穆萨·卡泽姆。他的父亲穆尔塔扎和兄弟们穆罕默德·侯赛因和穆罕默德·马赫迪都是宗教学者。其中，穆罕默德·马赫迪是奈杰夫神学院的毕业生，也是伊斯法罕神学院著名的法学和原理解释学教授。他的祖父穆罕默德·米尔洛希·塞布泽瓦里是萨法维王朝时期伊斯法罕的一位伟大的学者，与穆罕默德·塔基·梅吉莱西同时代。德尔切伊在伊斯法罕和纳杰夫学习了伊斯兰教法。
德尔切伊于1923年在德尔切去世。他的遗体从德尔切被运往伊斯法罕，并安葬在塔赫特·富拉德墓地。
德尔切伊著名的学生包括：赛义德·阿布·哈桑·伊斯法哈尼、赛义德·侯赛因·布鲁杰尔迪、哈桑·贾布里·安萨里、阿里·阿加·希拉齐、穆罕默德·哈桑·阿加·纳杰菲·库昌尼、赛义德·贾马尔丁·戈尔帕伊加尼、赛义德·哈桑·莫德拉斯和拉希姆·阿尔巴巴。